# 1994 w muzyce
Wydarzenia muzyczne w 1994 roku.

## Wydarzenia

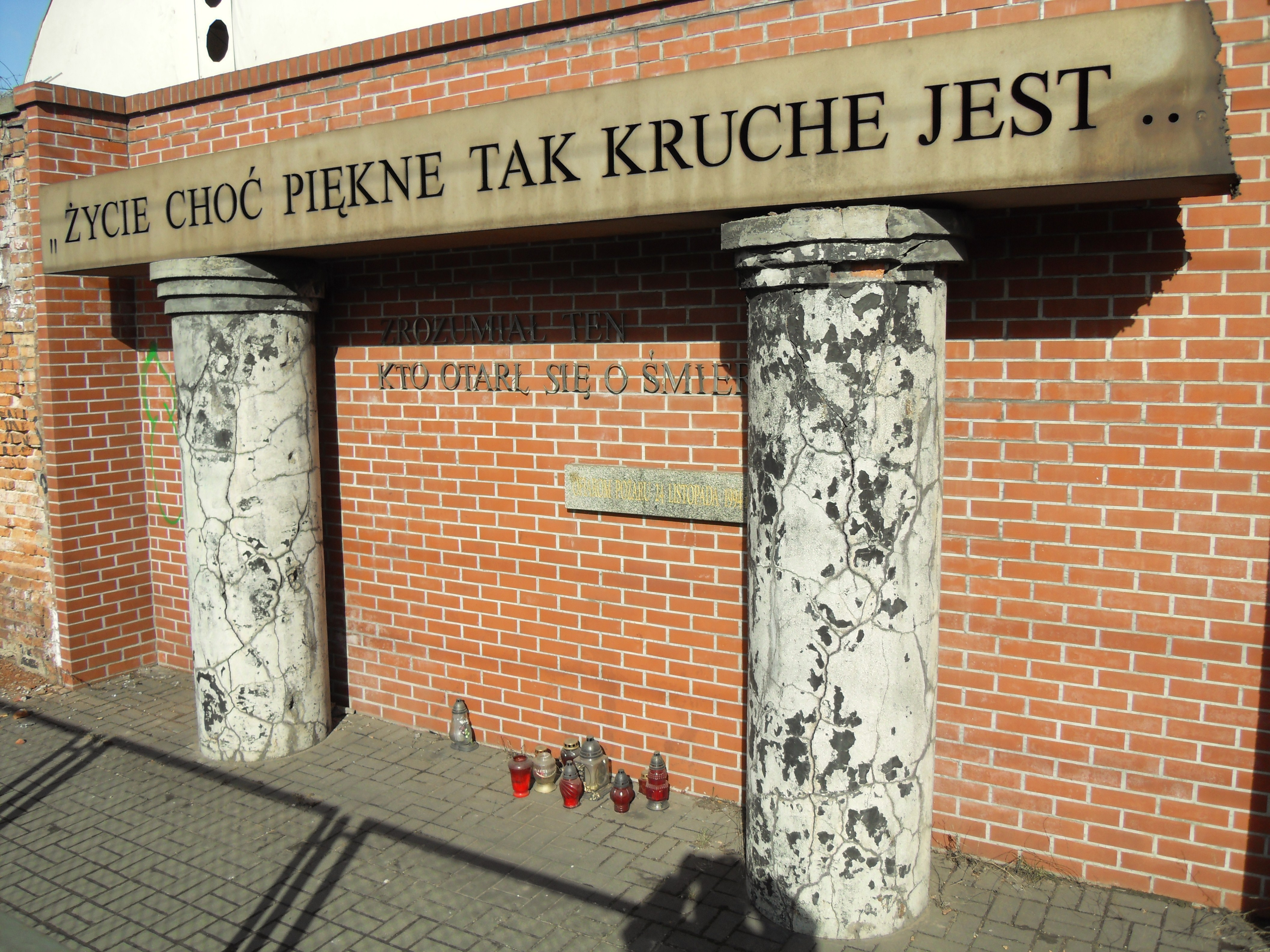
Ofiarom pożaru w hali widowiskowej Stoczni Gdańskiej

- 24 listopada – W wyniku pożaru w hali Stoczni Gdańskiej zginęło 7 osób, rannych zostało około 300. Zdarzenie miało miejsce po koncercie zespołu Golden Life, kiedy zgromadzeni czekali na transmisję z rozdania nagród MTV[1].
- Powstaje amerykański zespół System of a Down
- Powstaje niemiecki zespół Rammstein
- Powstaje brytyjski zespół Muse
- Powstaje brytyjski zespół Placebo
- Powstaje fiński zespół The Rasmus
- Powstaje polski zespół Afro Kolektyw
- Powstaje amerykański zespół Limp Bizkit
- Powstaje amerykański zespół Static-X
- Powstaje supergrupa Mad Season
- Powstaje polski zespół Horrorshow
- Powstaje polski zespół Rozbiesz Sie

## Urodzili się
- 14 stycznia – Ryan Castro, kolumbijski piosenkarz i autor tekstów
- 15 stycznia – Myke Towers, portorykański raper, piosenkarz i autor tekstów
- 21 stycznia – Booboo Stewart, amerykański aktor, piosenkarz, tancerz
- 26 stycznia – Ellinoora, fińska piosenkarka
- 28 stycznia – Maluma, kolumbijski piosenkarz, autor tekstów i projektant mody
- 30 stycznia – Werenoi, właśc. Jérémy Bana Owona, francuski raper pochodzenia kameruńskiego (zm. 2025)
- 1 lutego – Harry Styles, brytyjski piosenkarz, autor tekstów i aktor, członek zespołu One Direction
- 7 lutego – Xenia Goodwin, australijska aktorka i tancerka
- 8 lutego – Nicole Yanofsky, kanadyjska piosenkarka jazz-popowa
- 14 lutego – Becky Hill, brytyjska piosenkarka i autorka tekstów
- 16 lutego – Ava Max, amerykańska piosenkarka
- 18 lutego – J-Hope, południowokoreański raper i tancerz, członek boysbandu BTS
- 23 lutego
  - Sabina Ddumba, szwedzka piosenkarka
  - Marta Gałuszewska, polska piosenkarka i autorka tekstów
  - Little Simz, brytyjska raperka, piosenkarka i aktorka
- 25 lutego – Topi Latukka, fiński piosenkarz i autor tekstów
- 1 marca
  - Justin Bieber, kanadyjski piosenkarz pop i R&B
  - Park Bo-ram, południowokoreańska piosenkarka (zm. 2024)
- 3 marca – Umika Kawashima, japońska piosenkarka i aktorka, członki zespołu 9nine
- 4 marca – Katie Pruitt, amerykańska piosenkarka i autorka tekstów
- 5 marca – MJ, południowokoreański piosenkarz, aktor i model, członek zespołu Astro
- 9 marca – Elin Blom, fińska piosenkarka
- 11 marca – Sarah McTernan, irlandzka piosenkarka i autorka tekstów
- 12 marca
  - Christina Grimmie, amerykańska piosenkarka i autorka tekstów (zm. 2016)
  - B. Smyth, amerykański piosenkarz i autor teksów (zm. 2022)
- 15 marca
  - Lynn Gunn, amerykańska wokalistka zespołu Pvris, autorka tekstów i multiinstrumentalistka
  - Kasia Pietrzko, polska pianistka i kompozytorka jazzowa
- 17 marca – Maciej Czaczyk, polski piosenkarz
- 19 marca – Fletcher, amerykańska piosenkarka i autorka tekstów
- 23 marca – Tee Grizzley, amerykański raper
- 24 marca – Emma Drobná, słowacka piosenkarka
- 30 marca – Cassyette, brytyjska piosenkarka i autorka tekstów
- 1 kwietnia – Ella Eyre, brytyjska piosenkarka i autorka tekstów piosenek
- 3 kwietnia – Srbuk, armeńska piosenkarka
- 4 kwietnia – Yung Bleu, właśc. Jeremy Biddle, amerykański raper i piosenkarz
- 9 kwietnia – Bladee, szwedzki raper, piosenkarz i projektant
- 11 kwietnia – Duncan Laurence, holenderski piosenkarz
- 12 kwietnia – Julie Bergan, norweska piosenkarka i autorka tekstów
- 13 kwietnia – Stephen Puth, amerykański piosenkarz i autor tekstów
- 15 kwietnia – Jacquees, amerykański piosenkarz i autor tekstów
- 18 kwietnia – Aminé, amerykański raper
- 19 kwietnia
  - Freya Ridings, brytyjska piosenkarka i autorka tekstów
  - Rkomi, włoski raper, piosenkarz i autor tekstów
- 22 kwietnia – Jacek Sienkiewicz, polski wokalista i muzyk zespołu Kwiat Jabłoni
- 25 kwietnia – Sam Fender, brytyjski piosenkarz, autor tekstów i muzyk
- 28 kwietnia – Izzy Bizu, brytyjska piosenkarka i autorka tekstów piosenek
- 30 kwietnia – James Daniel McVey, brytyjski gitarzysta zespołu The Vamps
- 2 maja – Sara Forsberg, fińska piosenkarka, autorka tekstów piosenek, aktorka i multiinstrumentalistka
- 5 maja – Celeste, amerykańsko-brytyjska piosenkarka i autorka tekstów
- 13 maja – Chica Sobriesalto, hiszpańska piosenkarka
- 16 maja – Ołeh Psiuk, ukraiński raper i autor tekstów, członek zespołu Kalush
- 17 maja
  - Boy in Space, szwedzki piosenkarz i autor tekstów
  - Celina Kotz, polska skrzypaczka
- 20 maja – Frida Sandén, szwedzka piosenkarka
- 22 maja – Athena Manoukian, grecko-armeńska piosenkarka i autorka tekstów
- 23 maja – Kate Liu, singapurko-amerykańska pianistka
- 25 maja – Nathan Dawe, brytyjski DJ i producent muzyczny
- 28 maja – Cho Seong-jin, południowokoreański pianista, laureat I nagrody XVII Międzynarodowego Konkursu Pianistycznego im. Fryderyka Chopina
- 2 czerwca – Jan Wachowiak, polski gitarzysta, muzyk zespołu Nefer
- 12 czerwca
  - Don Toliver, amerykański raper, piosenkarz i autor tekstów
  - Wac Toja, polski raper
- 14 czerwca – Bibi Bourelly, niemiecka piosenkarka i autorka tekstów
- 15 czerwca – Nevena Božović, serbska piosenkarka i autorka tekstów
- 17 czerwca
  - Andrea Faustini, brytyjska piosenkarka
  - Gert van Hoef, holenderski organista
- 18 czerwca – Takeoff, amerykański raper (zm. 2022)
- 25 czerwca – Jegor Krid, rosyjski piosenkarz i raper
- 26 czerwca – Kizo, polski raper i autor tekstów
- 29 czerwca – Elina Born, estońska piosenkarka
- 1 lipca – Jüri Pootsmann, estoński piosenkarz
- 4 lipca
  - Assol, ukraińska piosenkarka, kompozytorka, autorka tekstów piosenek i aktorka
  - Era Istrefi, albańska piosenkarka i autorka tekstów
  - Agnete, norweska piosenkarka
- 7 lipca – Asthon Irwin, australijski perkusista zespołu 5 Seconds of Summer
- 8 lipca – Patrycja Kamola, polska wokalistka, instrumentalistka, kompozytorka i autorka tekstów
- 9 lipca – Ełdżej, rosyjski raper
- 11 lipca – Nina Nesbitt, szkocka piosenkarka, autorka tekstów i muzyk
- 13 lipca – Elen Levon, australijska piosenkarka muzyki dance, aktorka i tancerka
- 18 lipca
  - Lil Bibby, amerykański raper
  - Laura Rizzotto, łotewsko-brazylijska piosenkarka, autorka tekstów, pianistka i gitarzystka
- 21 lipca – Błażej Koza, polski klarnecista i saksofonista, multiinstrumentalista, muzyk sesyjny, kompozytor
- 24 lipca – Jonatan, polski producent muzyczny piosenkarz i autor tekstów
- 31 lipca – Lil Uzi Vert, amerykański raper i producent muzyczny
- 1 sierpnia
  - Hamza, belgijski raper, piosenkarz i beatmaker
  - Saszan, polska piosenkarka i blogerka
- 8 sierpnia – Lauv, amerykański piosenkarz i muzyk
- 9 sierpnia – King Von, amerykański raper (zm. 2020)
- 15 sierpnia – Tristan Evans, brytyjski perkusista zespołu The Vamps
- 17 sierpnia – Phoebe Bridgers, amerykańska piosenkarka, autorka tekstów i producentka muzyczna
- 19 sierpnia
  - Chynna Rogers, amerykańska raperka, DJ-ka i modelka (zm. 2020)
  - Yseult, francuska piosenkarka, autorka tekstów i modelka
- 23 sierpnia
  - Roberto Bellarosa, belgijski piosenkarz
  - Yallunder, południowoafrykańska piosenkarka i autorka tekstów (zm. 2025)
- 24 sierpnia
  - King Krule, brytyjski piosenkarz, raper, autor tekstów, muzyk i producent muzyczny
  - Tydiaz, francuski piosenkarz hiszpańskiego pochodzenia
  - Samuel Rösch, niemiecki piosenkarz
- 27 sierpnia – Jendrik Sigwart, niemiecki piosenkarz i muzyk
- 28 sierpnia – Felix Jaehn, niemiecki DJ i producent muzyczny
- 1 września – Bianca Ryan, amerykańska piosenkarka pop
- 2 września – Lenny, czeska piosenkarka, autorka tekstów, kompozytorka i planistka
- 10 września – MHD, francuski raper
- 12 września – RM, południowokoreański raper, piosenkarz, autor tekstów i producent muzyczny, członek boysbandu BTS
- 13 września – Jakob Karlberg, szwedzki piosenkarz i autor tekstów
- 17 września
  - Taylor Ware, amerykańska piosenkarka
  - Denyse Tontz, amerykańska aktorka, piosenkarka, autorka tekstów i tancerka
  - Dree Low, somalijsko-szwedzki raper
- 26 września – Qi Xu, chiński pianista
- 28 września – Trevor Daniel, amerykański piosenkarz i autor tekstów
- 29 września – Halsey, amerykańska piosenkarka i autorka tekstów
- 4 października
  - Juventa, holenderski DJ i producent muzyczny
  - Ignazio Boschetto, włoski piosenkarz, członek tria Il Volo
- 8 października
  - Luca Hänni, szwajcarski piosenkarz, autor tekstów i model
  - Winona Oak, szwedzka piosenkarka i autorka tekstów
- 11 października – David Meilak, maltański wokalista, autor tekstów i gitarzysta zespołu The Busker
- 12 października – Cláudia Pascoal, portugalska piosenkarka
- 15 października
  - Lil’ Kleine, holenderski raper
  - Sebastián Yatra, kolumbijski piosenkarz i kompozytor
- 16 października – Amelia Lily, brytyjska piosenkarka pop
- 19 października – Səmra Rəhimli, azerska piosenkarka
- 28 października
  - Szymon Chodyniecki, polski piosenkarz i autor tekstów piosenek
  - Tymek, polski raper i autor tekstów
- 29 października
  - Ilira, szwajcarsko-niemiecka piosenkarka i autorka tekstów
  - Alaksandr Iwanou, białorusko-rosyjski piosenkarz
- 30 października – Maro, portugalska piosenkarka i autorka tekstów
- 1 listopada – Rocky Lynch, amerykański aktor, piosenkarz, kompozytor, muzyk i gitarzysta zespołu R5
- 2 listopada – K-391, norweski DJ i producent muzyczny
- 3 listopada – Ella Mai, brytyjska piosenkarka i autorka tekstów
- 4 listopada – Iolanda portugalska piosenkarka i autorka tekstów
- 9 listopada – MNEK, brytyjski piosenkarz, autor tekstów i producent muzyczny
- 12 listopada – Kaleen, austriacka piosenkarka, tancerka i choreografka
- 14 listopada – Eladio Carrión, amerykański raper i autor tekstów
- 23 listopada – Capital Bra, niemiecki raper
- 25 listopada – 42 Dugg, amerykański raper, piosenkarz i autor tekstów
- 10 grudnia – Morgan Wade, amerykańska piosenkarka country
- 11 grudnia – Joe Woolford, brytyjski piosenkarz, autor tekstów i raper, członek duetu Joe and Jake
- 18 grudnia – Natália Kelly, austriacka piosenkarka i autorka tekstów

## Zmarli
- 1 stycznia – Ola Obarska, właśc. Olimpia Obarska-Forkasiewicz, polska aktorka, śpiewaczka operetkowa, librecistka, reżyserka teatralna, felietonistka i autorka tekstów (ur. 1910)
- 6 stycznia – Anestis Logotetis, austriacki kompozytor pochodzenia greckiego (ur. 1921)
- 9 stycznia – Hans Graf, austriacki pianista i pedagog muzyczny (ur. 1928)
- 10 stycznia – Sven-Erik Bäck, szwedzki kompozytor, dyrygent i skrzypek (ur. 1919)
- 14 stycznia – Halina Dudicz-Latoszewska, polska śpiewaczka operowa (sopran) (ur. 1902)
- 15 stycznia – Harry Nilsson, amerykański piosenkarz, kompozytor, pianista i gitarzysta (ur. 1941)
- 17 stycznia – György Cziffra, francuski pianista pochodzenia węgierskiego (ur. 1921)
- 19 stycznia – Alina Nowak-Romanowicz, polska muzykolog (ur. 1907)
- 24 stycznia – Irena Kurpisz-Stefanowa, polska pianistka, pedagog (ur. 1901)
- 26 stycznia – Lejaren Hiller, amerykański kompozytor i chemik (ur. 1924)
- 30 stycznia – Jerzy Bezucha, polski perkusista jazzowy (ur. 1949)
- 5 lutego – Tiana Lemnitz, niemiecka śpiewaczka operowa (sopran) (ur. 1897)
- 6 lutego
  - Norman Del Mar, brytyjski dyrygent i pisarz muzyczny (ur. 1919)
  - Ignacy Strasfogel, polski dyrygent, pianista i kompozytor żydowskiego pochodzenia (ur. 1909)
- 7 lutego – Witold Lutosławski, polski kompozytor współczesny, dyrygent i pianista (ur. 1913)
- 8 lutego – Raymond Scott, amerykański kompozytor, pianista, inżynier, wynalazca elektronicznych instrumentów muzycznych (ur. 1908)
- 9 lutego – Jarmila Novotná, czeska śpiewaczka operowa (sopran) (ur. 1907)
- 19 lutego – Vittorio Rieti, amerykański kompozytor i pedagog muzyczny pochodzenia włoskiego (ur. 1898)
- 20 lutego – Józef Michał Chomiński, polski muzykolog (ur. 1906)
- 21 lutego – Jewgienij Bielajew, rosyjski śpiewak (tenor) (ur. 1926)
- 24 lutego – Dinah Shore, amerykańska piosenkarka i aktorka (ur. 1917)
- 28 lutego – Aleksander Frączkiewicz, polski muzykolog, teoretyk muzyki i pedagog (ur. 1910)
- 3 marca
  - Roman Haubenstock-Ramati, polski i austriacki kompozytor żydowskiego pochodzenia, redaktor muzyczny (ur. 1919)
  - Karel Kryl, czeski pieśniarz, poeta i grafik (ur. 1944)
- 6 marca
  - Yvonne Fair, amerykańska piosenkarka soulowa (ur. 1942)
  - Melina Mercouri, grecka piosenkarka, aktorka, polityk (ur. 1920)
- 14 marca – Jadwiga Szajna-Lewandowska, polska pianistka, kompozytorka i pedagog (ur. 1912)
- 15 marca – Jarosław Polański, polski dyrygent, muzykolog, pedagog (ur. 1930)
- 18 marca – William Bergsma, amerykański kompozytor, dyrygent i krytyk muzyczny oraz pedagog (ur. 1921)
- 22 marca – Dan Hartman, amerykański piosenkarz pop, autor tekstów i producent muzyczny (ur. 1950)
- 31 marca – Włodzimierz Kotarba, polski piosenkarz, śpiewak operetkowy (tenor), skrzypek (ur. 1925)
- 5 kwietnia – Kurt Cobain, amerykański muzyk, gitarzysta i wokalista zespołu Nirvana (ur. 1967)
- 10 maja – Włodzimierz Łuszczykiewicz, polski dziennikarz radiowy, aktor dziecięcy, felietonista, autor tekstów piosenek, scenarzysta filmów animowanych (ur. 1940)
- 23 maja – Joe Pass, amerykański gitarzysta jazzowy (ur. 1929)
- 30 maja – Michaił Ziw, radziecki kompozytor muzyki filmowej (ur. 1921)
- 14 czerwca
  - Henry Mancini, amerykański kompozytor i aranżer, autor muzyki filmowej (ur. 1924)
  - Tadeusz Wituski, polski pianista i pedagog (ur. 1911)
- 16 czerwca – Kristen Pfaff, amerykańska gitarzystka basowa i wokalistka (ur. 1967)
- 17 czerwca
  - Boris Aleksandrow, rosyjski dyrygent i kompozytor (ur. 1905)
  - Kurt Hessenberg, niemiecki kompozytor (ur. 1908)
- 21 czerwca – Carlos Jiménez Mabarak, meksykański kompozytor (ur. 1916)
- 27 czerwca – Jacques Berthier, francuski kompozytor chrześcijańskiej muzyki liturgicznej i organista (ur. 1923)
- 30 lipca – Ryszard Riedel, polski muzyk, wokalista i autor tekstów piosenek zespołu Dżem (ur. 1956)
- 6 sierpnia – Domenico Modugno, włoski muzyk (ur. 1928)
- 22 sierpnia – Wilfried Boettcher, niemiecki wiolonczelista i dyrygent (ur. 1929)
- 1 września – Konrad Ameln, niemiecki muzykolog, dyrygent chóralny i pedagog (ur. 1899)
- 13 września – Georgi Tutew, bułgarski kompozytor i dyrygent (ur. 1924)
- 15 września – Halina Szymulska, polska śpiewaczka (sopran spinto) (ur. 1921)
- 20 września
  - Jimmy Hamilton, amerykański klarnecista jazzowy (ur. 1917)
  - Jule Styne, amerykański kompozytor muzyki rozrywkowej (ur. 1905)
- 5 października – Nini Rosso, włoski trębacz i kompozytor, współautor i wykonawca znanego szlagieru „Il Silenzio” (ur. 1926)
- 6 października – Tadeusz Żakiej, polski muzykolog, pisarz i publicysta muzyczny (ur. 1915)
- 14 października – Gioconda de Vito, włoska skrzypaczka (ur. 1907)
- 10 listopada – Carmen McRae, amerykańska czarnoskóra śpiewaczka, pianistka i kompozytorka jazzowa (ur. 1922)
- 18 listopada – Cab Calloway, amerykański piosenkarz jazzowy (ur. 1907)
- 28 listopada – Vic Legley, belgijski kompozytor (ur. 1915)
- 8 grudnia – Antônio Carlos Jobim, brazylijski muzyk, kompozytor, aranżer, wokalista (ur. 1927)
- 11 grudnia – Awet Terterian, armeński kompozytor (ur. 1929)
- 20 grudnia – Leon Jelonek, polski dyrygent, pedagog, publicysta (ur. 1916)
- 25 grudnia – Antoni Majak, polski śpiewak operowy (bas), aktor, reżyser teatralny i pedagog muzyczny (ur. 1911)
- 30 grudnia – Czesław Droździewicz, polski pedagog, gitarzysta i działacz gitarowy (ur. 1947)

## Albumy

### polskie
- Anioł w tlenie – 1984
- Fishdick – Acid Drinkers
- Infernal Connection – Acid Drinkers
- Zło – Alastor
- Gavroche – Alians
- Ankh – Ankh
- Triodante – Armia
- Nomadeus – Aya RL
- Piosenki o miłości – Balkan Electrique
- Sen – Edyta Bartosiewicz
- Frankenstein’s Children – Big Cyc
- Nie zapomnisz nigdy – Big Cyc
- W świetle i we mgle – Big Day
- Początek końca – The Bill
- Piosenki dla dzieci od lat 5 do 155 – Chłopcy z Placu Broni
- Moonshine – Collage
- Ile procent duszy? – Dezerter
- Sacrifice – Dragon
- Akustycznie – Dżem
- Akustycznie – suplement – Dżem
- Oczywiście – EKT Gdynia
- Od morza do morza – Elektryczne Gitary
- Samo życie – Farben Lehre
- Nasze piosenki najlepsze – Formacja Nieżywych Schabuff
- Dziesięć ważnych słów – Marek Grechuta
- ho! – Hey
- Live! – Hey
- Cały ten seks – Homo Twist
- Transmission Into Your Heart – Houk
- Illusion 2 – Illusion
- Znamię – Ira
- No1 – Marek Jackowski
- Bez prądu – Lech Janerka
- Bruhaha – Lech Janerka
- Sarmatia – Jacek Kaczmarski, Zbigniew Łapiński
- Jarocin – Live – Kat
- Na żywo, ale w studio – Kazik na Żywo
- Niech popłyną łzy – Kobranocka
- Parabola muz – Władysław Komendarek
- Gemini – Kasia Kowalska
- Na 15-lecie! – KSU
- Muj wydafca – Kult
- Nigdy nie byłem w Casablance – Janusz Laskowski
- Świat nie wierzy łzom – Janusz Laskowski
- Afryka – Lombard
- Ballady – Lombard
- Największe przeboje 1981–1987 (1) – Lombard
- Największe przeboje 1981–1987 (2) – Lombard
- Róża – Maanam
- Taniec smoka – Miłość
- Greatest Hits – Oddział Zamknięty
- Langusta – One Million Bulgarians
- Zamiast burzy – Pidżama Porno
- Jestem – Perfect
- 17 zim – Pod Budą
- Silni, zwarci, gotowi – Polska
- IV – Proletaryat
- Tour 1993 – Proletaryat
- Jesteś lekiem na całe zło – Krystyna Prońko
- Tylko kobieta – Renata Przemyk
- Cyfry – Przyjaciele
- Kolor – Róże Europy
- Dyskoteka Pana Jacka III – różni wykonawcy
- Oi! Dla Ojczyzny Vol. 1 – różni wykonawcy
- Maraton rockowy – RSC
- K.... jego mać – Sedes
- Baiao Bongo – Shazza
- Egipskie noce – Shazza
- Od morza do morza – Kuba Sienkiewicz
- Bez prądu – Skawalker
- Sivan – Skawalker
- I Love You – T.Love
- Prymityw – T.Love
- Śpiewki i nuty – Trebunie-Tutki
- Turnau w Trójce – Grzegorz Turnau
- Emu – Varius Manx
- Koncert w Łodzi – Voo Voo
- Zapłacono – Voo Voo
- Ballady rockowe – Wanda i Banda
- The Very Best of Banda & Wanda – Wanda i Banda
- Acousticus Rockus – Wilki
- Tetris – Ziyo

### zagraniczne
- Big Ones – Aerosmith
- Jar of Flies (EP) – Alice in Chains
- King of the Kill – Annihilator
- Stranger Than Fiction – Bad Religion
- Here – Adrian Belew
- Cheshire Cat – Blink-182
- Parklife – Blur
- Grace – Jeff Buckley
- Hvis Lyset Tar Oss – Burzum
- Anarchy – Chumbawamba
- No Need to Argue – The Cranberries
- 4 – Danzig
- Transilvanian Hunger – Darkthrone
- Bob Dylan’s Greatest Hits Volume 3 – Bob Dylan
- In the Nightside Eclipse – Emperor
- Over It (EP) – Face to Face
- Going Back Home – Ginger Baker Trio
- Dookie – Green Day
- Bee Thousand – Guided by Voices
- Master of the Rings – Helloween
- Blues – Jimi Hendrix
- Live Through This – Hole
- The Return of the Space Cowboy – Jamiroquai
- Jarre Hong Kong – Jean-Michel Jarre
- Hear the Masses – Bradley Joseph
- Naghmet Hob – Najwa Karam
- Korn – Korn
- Welcome to Sky Valley – Kyuss
- Bedtime Stories – Madonna
- The Seventh Sign – Yngwie J. Malmsteen
- De Mysteriis Dom Sathanas – Mayhem
- Too High to Die – Meat Puppets
- Same Old Tunes – Millencolin
- Vauxhall & I – Morrissey
- Mötley Crüe – Mötley Crüe
- Pokinatcha – MxPx
- Illmatic – Nas
- The Guide (Wommat) – Youssou N’Dour
- The Downward Spiral – Nine Inch Nails
- MTV Unplugged in New York – Nirvana
- Punk in Drublic – NOFX
- Definitely Maybe – Oasis
- Smash – The Offspring
- W.F.O. – Overkill
- Far Beyond Driven – Pantera
- Vitalogy – Pearl Jam
- The Division Bell – Pink Floyd
- Music for the Jilted Generation – The Prodigy
- Album – Quorthon
- My Iron Lung (EP) – Radiohead
- Let’s Go – Rancid
- Monster – R.E.M.
- Out in L.A. – Red Hot Chili Peppers
- Liar – Rollins Band (Henry Rollins)
- Non Serviam – Rotting Christ
- Crash! Boom! Bang! – Roxette
- Divine Intervention – Slayer
- Superunknown – Soundgarden
- Fields of Gold: The Best of Sting 1984–1994 – Sting
- Dreamspace – Stratovarius
- Robbin’ the Hood – Sublime
- Troublegum – Therapy?
- Wildhoney – Tiamat
- Thug Life: Volume 1 – Thug Life
- Headache Remedy – Victims Family
- New Times – Violent Femmes
- Weezer – Weezer
- Sleeps with Angels – Neil Young
- Woodstock – Jimi Hendrix
- Amor Prohibido – Selena Quintanilla-Pérez

## Muzyka poważna
- Powstaje Sanctus Lukasa Fossa

## Nagrody
- Fryderyki 1994[2]
- Konkurs Piosenki Eurowizji 1994
  - „Rock ’n’ Roll Kids”, Paul Harrington & Charlie McGettigan
- Grand Prix Jazz Melomani 1993, Łódź, Polska
- Mercury Prize, Wielka Brytania: M People – album Elegant Slumming